# 明石英一郎
明石 英一郎（あかし えいいちろう、1960年〈昭和35年〉9月30日 - ）は、札幌映像プロダクション代表取締役社長

。元札幌テレビ放送（STV）アナウンサー。身長173cm。札幌市清田区在住。

## 略歴
- 北海道上川郡神楽町（現・旭川市）神楽岡出身。当時の実家は神楽4条13丁目、北雪車両工業の隣。神楽町立（現 旭川市立）神楽岡小学校、旭川市立神楽中学校、北海道旭川東高等学校、一浪後、早稲田大学教育学部教育心理学専修卒業[2]。卒業論文のテーマは『黄金分割における発達的一考察』[3]。父親は高校の教員で、自身も高等学校 社会科教員免許を取得している。
- サウナーの濡れ頭巾ちゃんは従兄弟である[要出典]。
- 10代の頃にはニッポン放送制作のラジオ番組『欽ドン!』をよく聴いており、はがきも出していて、本人曰く「1 - 2回は読まれたことがある」とのこと。欽ドンを通じて投稿する楽しさ、それが採用された時の喜びを教わったということで、欽ドンがラジオの原体験であるとも話している[4]。山本コウタローの番組にも影響を受けた他、ビートたけし・タモリ・所ジョージ・とんねるずといった70年代後半から80年代にかけてのオールナイトニッポンも楽しんでいた[5]。
- 1984年、札幌テレビに入社（同期は石部善輝、坪内弘樹、中藪浩）。教員採用試験と家庭裁判所調査官にも合格しており、アナウンサー試験は落ちて当然と思って受験したら合格した[3]。
- STVラジオの『アタックヤング』『うまいっしょクラブ』等でパーソナリティを務めていた。下ネタと「ウパウパ ティンティン」[注釈 1]「ぴいひゃらら」などの意味不明な発言や放送禁止用語ギリギリのトークで人気を得る。番組内で、リスナーから陰毛を募集し、イベントで展示したこともある[6]。
- 1980年代後半に発行されていたラジオ情報誌『ラジオパラダイス』のパーソナリティ人気投票ではベスト10の常連（主に後期）であり、上柳昌彦（ニッポン放送）、小堀勝啓（CBCラジオ）、沢田幸二（KBCラジオ）に続く、第4の局アナと評された[6]。
- 多彩な趣味を持っている（軍事、航空機、ジンギスカン鍋収集[7]、リサイクルショップ巡り、ジム通い、飲酒、居酒屋通いなどグルメ、料理、沖縄一人旅等）。そのため話の引き出しが非常に多く、番組では矢継ぎ早に様々な話題・ダジャレ・下ネタを話す。酒豪。
- リコーダー2本を鼻息で演奏するという特技をもっており、コンセルトへぼ管弦楽団首席鼻笛奏者として『どさんこワイド』の番宣で演奏を披露したこともある。
- 『どさんこワイド』が開始した頃には体重が80kg近くあった。当時はどさんこメンバーが『24時間テレビ』のSTVローカルパートの放送も担当。毎年、シンボルカラーの黄色いピチピチとなったシャツを着てテーマ曲の『サライ』を歌うと、ラジオ番組で自虐。2000年代以降は毎日のジム通いで60kg台までダイエットしている。
- 『どさんこワイド』の名物コーナーである「奥さん、お絵かきですよ」（当初は「奥さん かけたら万」）は、明石が考案した。
- 2016年4月、ラジオ『それ行け! オッサン大作戦』開始。『明石英一郎のズッコケぺろんちょ大作戦』の終了以来、12年ぶりにパーソナリティを務めた。
- 2018年3月、テレビ『どさんこワイド!!朝!』を降板した[8]。同年4月2日より、ラジオ『洋二と明石の無口な二人』のパーソナリティを務める。どさんこワイド等でコンビを組んだSTVアナウンサーの木村洋二とともにラジオの帯番組に出演するのは初めて。
- 同年7月1日付で制作スポーツ局長に就任。同月のテレビ年度第4回番組審議会から、2020年4月の年度第1回審議会まで会社側代表として出席[注釈 2]。アナウンスに類する業務は異動後も継続した。
- 2020年6月26日付で、STV社長室ゼネラルマネージャーに就任。同時にSTV完全子会社の札幌映像プロダクションへ出向し、専務取締役エグゼクティブアナウンサーに就任。9月30日付で札幌テレビを定年退職し、札幌映像プロダクションへ転籍。STVテレビ・ラジオへの出演は継続。
- 2020年11月7日、ラジオ『明石のいんでしょ大作戦!』開始。ラジオの生ワイド番組出演は『STVホットライン』以来、およそ30年ぶりとなった。
- 2025年6月、札幌映像プロダクション代表取締役社長に就任。

## 現在の担当番組

### テレビ
- どさんこWEEKEND（2025年4月 - ）
- どさんこワイド179
  - 「ためらい食堂」のコーナー（2020年11月3日 - 、不定期）
  - 番組開始時から2000年代前半まで、番組メインキャスター・駅前中継・中継リポーターなどを担当していた。「広告探偵団」のナレーションについてはその後も担当。また、拡大スペシャルに登場することがある。

### ラジオ
- 明石のいんでしょ大作戦!（2020年11月7日 - ）

## 過去の担当番組

### テレビ
- この2時とまれ 青春!奥さん[2]
- 明石・洋二の“ん!?”
- 土YO2ずっぴょんか〜ん!
- おしえて!北のなるほ堂（2002年10月6日 - 2005年9月25日） - ナビゲーター
- 札幌国際ハーフマラソン - 実況
- NNNドキュメント[注釈 3]
- D!アンビシャス（2005年10月2日 - 2012年3月25日） - ナビゲーター
- どさんこワイド!!朝!（2011年3月28日 - 2018年3月30日） - メインキャスター
- おいしQるる〜おいしさの不思議、教えて農家さん！（2018年7月4日 - 12月26日） - ナビゲーター
- 熱烈!ホットサンド!　- ナレーター（2014年4月6日 - 2018年頃[いつ?]）
- ひちょりと明石の札幌こだわり酒場（2021年4月28日 - 2021年9月休止）

### ラジオ
- STVホットライン
- ザ・リクエスト[2]
- 恋人通り[2]
- サンデージャンボスペシャル
- 公立高校入試合格者発表（特別番組）
- オールナイト電リク（年末年始特別番組）
- 会員制ラジオ番組 うまいっしょクラブ
- 明石英一郎のアタックヤング
- 明石英一郎のビビデバビデラジオ
- 明石英一郎のズッコケぺろんちょ大作戦
- それ行け! オッサン大作戦
- 洋二と明石の無口な二人（2018年4月2日 - 2021年9月24日）
- オハヨー!ほっかいどう - 巻山晃の代演
- 工藤じゅんきの十人十色 - 代演
- 牧泰昌の夕やけジャーナル - 代演
- まるごと!エンタメ〜ション（2019年7月25日）[注釈 4]
- STVラジオ・チャリティー・ミュージックソン - 2006年のメインパーソナリティ
- STVラジオ開局60周年記念 ハーベストフェス2022（2022年10月10日）
- サウンドプラント スペシャル 会員制ラジオ番組 うまいっしょクラブ リターンズ（2022年10月30日）
- STVニュース（不定期）

### 映画出演
- ガメラ2 レギオン襲来
- パコダテ人

## 関連人物
- 木村洋二（STVラジオ常務取締役エグゼクティブアナウンサー） - STVでの同僚アナウンサー。過去に明石とデュエットした『“ん”音頭』をリリース。